# Destil·lació seca
La destil·lació seca és l'escalfament de materials sòlids per produir productes gasosos (que es poden condensar a líquids o sòlids). El mètode pot o pot no implicar piròlisi/termòlisi. Els productes resultants són condensats i es recullen. Aquest mètode normalment exigeix temperatures més altes que la destil·lació clàssica. El mètode s'ha utilitzat per obtenir combustibles líquids a partir de Carbó i fusta. També es pot utilitzar per descompondre sals minerals com sulfats a través de termòlisi, en aquest cas es produeix diòxid de sofrei triòxid de sofre en estat gasós que es pot dissoldre en aigua per obtenir àcid sulfúric.

## Destil·lació seca de la fusta
Consisteix en un procés de carbonització en el qual s'aprofiten els gasos i vapors despresos.
Els productes gasosos (monòxid i diòxid de carboni, hidrogen, metà i altres hidrocarburs més pesants) són emprats com a combustible per a iniciar la reacció. La reacció s'automanté en arribar a una determinada temperatura.
Dels condensats obtinguts se'n separa l'àcid pirolignós (mescla d'àcid acètic, metanol i acetona, principalment) i quitrans (d'aquests se n'extreuen diferents olis protectors de fusta). El residu sòlid de la destil·lació és el carbó vegetal.